# Сан Бартоломео ал Маре
Сан Бартоломео ал Маре (итал. San Bartolomeo al Mare) је насеље у Италији у округу Империја, региону Лигурија.
Према процени из 2011. у насељу је живело 2622 становника. Насеље се налази на надморској висини од 4 м.

## Становништво
Према резултатима пописа становништва 2011. у општини је живело 3.127 становника.
| 1931. | 1936. | 1951. | 1961. | 1971. | 1981. | 1991. | 2001. | 2011. |
| ----- | ----- | ----- | ----- | ----- | ----- | ----- | ----- | ----- |
| 1.310 | 1.340 | 1.405 | 1.931 | 2.377 | 2.805 | 2.887 | 2.964 | 3.127 |